# 424
424 (CDXXIV) var ett skottår som började en tisdag i den julianska kalendern.

## Händelser

### Okänt datum
- Den blivande romerske kejsaren Valentinianus III utnämns till caesar.
- Song Wendi efterträder Song Shaodi som härskare av den kinesiska Liu Songdynastin.